# 5567 Дурізен
5567 Дурізен (5567 Durisen) — астероїд головного поясу, відкритий 21 березня 1953 року.
Тіссеранів параметр щодо Юпітера — 3,179.